# Michael Pinnella
Michael Pinnella, né le 29 août 1969 à Point Pleasant Beach, dans le New Jersey, est un claviériste américain.
Avant de rejoindre le groupe de metal progressif Symphony X en tant que claviériste, Michael Pinnella travaillait dans un magasin de musique où il donnait des cours de piano. Il a été présenté à Michael Romeo par Thomas Miller. Il a participé à tous les albums du groupe à ce jour (2012). Reconnu pour sa  grande maîtrise technique, il a pour habitude à se lancer dans des duels de solos avec la guitare de Romeo. À noter qu'il a failli se faire amputer d'un doigt il y a quelques années à la suite d'un accident. Il a sorti un album solo en 2004 intitulé Enter by the Twelfth Gate. Au sein de Symphony X, il est à l'origine d'incorporation d'éléments jazz sur le morceau Awakenings de l'album The Odyssey. Sa contribution dans l'écriture se porte principalement sur les musiques.